# NGC 2555
NGC 2555是位于长蛇座的一个棒旋星系。它的赤经为818，赤纬为0°44′，由威廉·赫歇尔于1784年12月20日发现。

## 其他识别码
除了NGC 2555之外，该星系的其他识别码（identifier）有：UGC 4319、MCG 0-21-12、ZWG 3.28、PGC 23259、IRAS08153+0054等。